# لويزة دوسني
لويزة دوسني (الاسم العلمي: Aloysia dusenii) هو نوع نباتي يتبع جنس اللويزة من فصيلة اللويزية.